# Alan L. Hart
Œuvres principales
Doctor Mallory,
Docteur Finlay Sees it Through
Alan L. Hart (né Alberta Lucille Hart, également connu sous le nom de Robert Allen Bamford, Jr., (4 octobre 1890 - 1er juillet 1962) est un médecin, radiologue, chercheur sur la tuberculose, écrivain et romancier américain. En 1917-1918, il est l'un des premiers hommes trans à subir une hystérectomie aux États-Unis et vit le reste de sa vie en tant qu'homme. Il est le pionnier de l'utilisation de la photographie aux rayons X dans la détection de la tuberculose et aide à mettre en œuvre des programmes de dépistage de la tuberculose qui ont sauvé des milliers de vies.

## Jeunesse

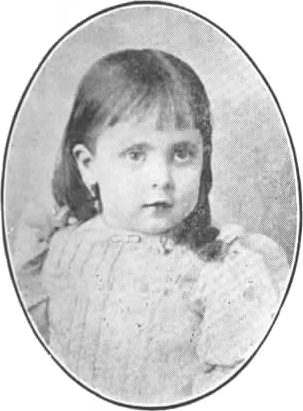
Alan Hart bébé.

Alan L. Hart est né le 4 octobre 1890 à Halls Summit, dans le comté de Coffey, d'Albert L. Hart et d'Edna Hart (née Bamford). Lorsque son père meurt de la fièvre typhoïde en 1892, sa mère reprend son nom de jeune fille et déménage dans le comté de Linn, dans l'Oregon. Lorsqu'il a cinq ans, sa mère se remarie avec Bill Barton et la famille déménage dans la ferme du père d'Edna Hart. Il décrit plus tard, en 1911, son bonheur pendant cette période, quand il était libre de se présenter comme un homme, jouant avec des jouets pour garçons fabriqués pour lui par son grand-père. Ses parents et grands-parents acceptent et soutiennent largement son expression de genre, bien que sa mère décrive son « désir d'être un garçon » comme « insensé ». Les nécrologies de ses grands-parents, datant de 1921 et 1924, indiquent toutes deux Hart comme petit-fils. Sa famille déménage à Albany lorsqu'il a 12 ans. Là, il est obligé de se présenter comme une femme pour aller à l'école, où il est traité comme une fille. Il continue à passer les vacances à la ferme de son grand-père, se présentant comme un homme parmi ses amis masculins, « taquinant les filles et jouant à des jeux de garçons ».  Selon un article paru dans le Halls Summit News du 10 juin 1921, « Le jeune Hart était différent, même alors. Les vêtements pour garçons semblaient tout simplement naturels pour lui. Hart s'est toujours considéré comme un garçon et a supplié sa famille de se couper les cheveux et de lui laisser porter un pantalon. Hart n'aimait pas les poupées mais aimait jouer au docteur. Il détestait les tâches traditionnelles des filles, préférant le travail agricole avec les hommes à la place. Sa confiance en lui qui est devenue un de ses traits permanents était évidente : une fois qu'il avait accidentellement coupé son doigt avec une hache, Hart l'a pansé lui-même, sans rien dire à la famille ». 
En tant qu'homme réprimé pendant ses années d'école, Hart est autorisé à écrire des essais sous son nom choisi « Robert Allen Bamford, Jr.» avec peu d'opposition de la part de ses camarades de classe ou de ses professeurs. Il est courant à l'époque que les écrivains utilisent des pseudonymes, notamment pour s'attribuer des noms associés au sexe opposé. Il publie des travaux dans les journaux locaux et dans les publications des écoles et collèges sous ce nom, ou comme « un garçon anonyme », ou en utilisant le neutre « ALH » ou « A. Hart ». Il n'utilise son nom légal que sous la pression de ses pairs ou de ses aînés. Ses premiers travaux portent sur des sujets masculins, même lorsqu'on lui demande d'écrire sur des sujets du quotidien féminin. Lorsqu'on lui demande d'écrire sur des camarades de classe ou des amis, il les dépeints comme des combattants ou des joueurs de basket-ball[réf. nécessaire].

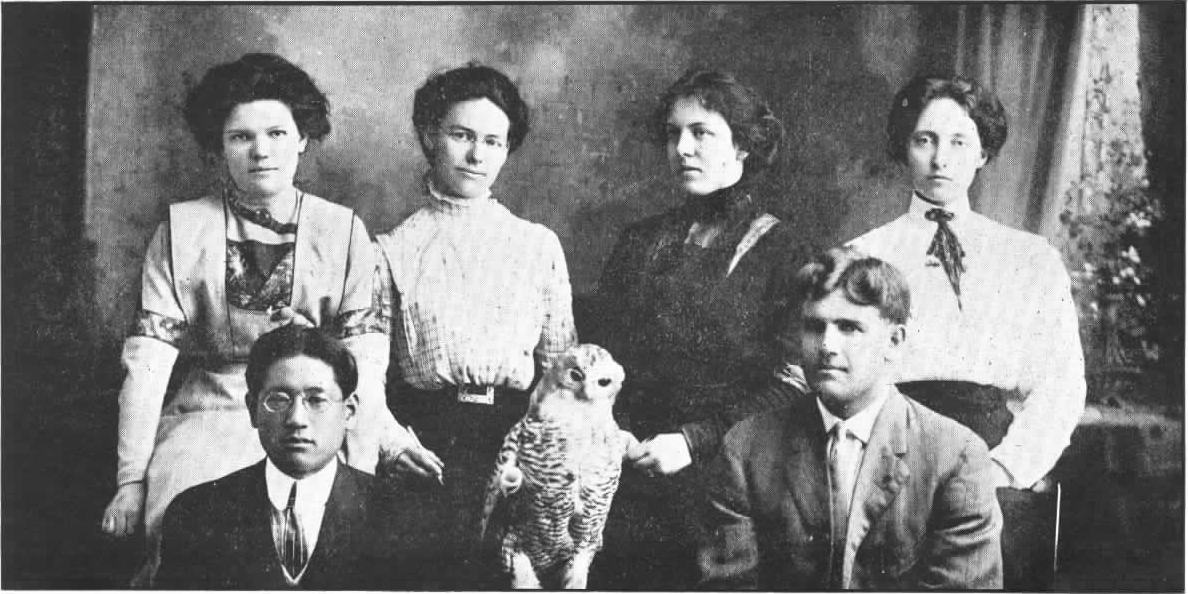
Alan L. Hart (debout à droite) en tant que membre de la rédaction de l'annuaire du collège.

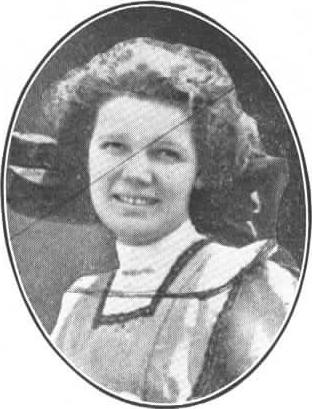
Eva Cushman, l'amour de l'université d'Alan.

Alan L. Hart intègre Albany College (devenu Lewis & Clark College), puis est transféré avec sa camarade de classe et partenaire romantique Eva Cushman à l'Université de Stanford pour l'année scolaire 1911-1912 avant de retourner à Albany. Hart est diplômé de l'Albany College en 1912 et, en 1917, obtient un doctorat en médecine du département de médecine de l'Université de l'Oregon (aujourd'hui Oregon Health &amp; Science University). Lorsqu'il obtient son diplôme en 1917, il est la première personne assignée femme à la naissance à recevoir la médaille Saylor pour avoir obtenu la meilleure note dans tous les départements de l'école. Pendant cette période, Il retourne dans le nord de la Californie pour suivre des cours pendant l'été 1916 à la Stanford University School of Medicine, alors située à San Francisco. Il est profondément mécontent que le diplôme de médecine lui soit délivré en son nom féminin, limitant ses possibilités de l'utiliser dans toute vie future sous un nom masculin. Les archives du Collège montrent qu'au moins un des cadres supérieurs était sympathique; ses notes et résultats sont archivés en interne comme «Hart, Lucile (alias Robert L.), MD». Néanmoins, il sait que s'il se présente comme Robert, tout employeur potentiel vérifiant ses informations d'identification découvrira son prénom féminin ou ne trouvera aucun dossier pour lui. Après avoir obtenu son diplôme, il travaille pendant un court moment (se présentant comme une femme) dans un hôpital de la Croix-Rouge à Philadelphie .

## Transition
À l'âge adulte, Hart demande un suivi psychiatrique et une opération chirurgicale pour vivre en tant qu'homme. Il s'agit de la première transition masculine transgenre documentée aux États-Unis,, bien que des chirurgies de changement de sexe soient effectuées plus tôt en Allemagne, y compris sur un homme, traité par le sexologue allemand Magnus Hirschfeld, qui a pu servir dans l'armée allemande. Le cas de Karl M. Baer en 1906-1907 a créé un nouveau précédent pour la chirurgie de changement de sexe en faisant appel simultanément aux domaines psychiatrique, juridique et chirurgical. L'approche de Alan Hart de sa propre transition semble s'être inspirée de l'affaire Baer.
En 1917, il approche Joshua Allen Gilbert, professeur de médecine, à l'Université de l'Oregon. Alan Hart subit d'abord des séances d'hypnose et une tentative de thérapie de conversion, étant considérée comme une femme homosexuelle.  Il lui demande une intervention chirurgicale pour éliminer ses menstruations et toute possibilité de grossesse. Il lui présente un argument eugénique, selon lequel une personne avec une «inversion anormale» devrait être stérilisée. Joshua Gilbert est d'abord réticent, mais admet qu'Alan Hart est « extrêmement intelligent et pas mentalement malade, mais affligé d'un trouble mystérieux pour lequel je [Gilbert] n'ai aucune explication ». Il admet qu'Alan Hart ne se définit qu'en tant qu'homme, qu'il se décrit en utilisant des expressions telles que «les autres camarades et moi» et en demandant «que peut faire un homme ?». Joshua Gilbert écrit, dans des notes de cas publiées dans le Journal of Nervous and Mental Disorders en 1920, que« d'un point de vue sociologique et psychologique, elle [Hart] est un homme» et que vivre sous une identité unique est sa seule chance pour une existence heureuse, «le mieux que l'on puisse faire ».  Il ajoute : « Que celui qui trouve en lui-même une tendance à critiquer offre une méthode constructive pour traiter le problème en question. Il ne manquera pas de difficultés. Le patient et moi avons fait de notre mieux ».
Les premières chirurgies FTM impliquent l'implantation de tissu testiculaire à la place des ovaires retirés. Les hormones mâles cristallines sont extraites en quantités utilisables de l'urine masculine en 1903, mais cela représente un risque d'infection. Les hormones synthétiques ne sont pas fabriquées avant 1920 (par Bayer). Hart suit une hormonothérapie dès qu'il en a la possibilité.
La chirurgie de Hart est réalisée à la faculté de médecine de l'Université de l'Oregon  pendant les vacances d'hiver de 1917–1918. Il change ensuite légalement de nom.
Il fait un internat à l'hôpital de San Francisco. Un ancien camarade de classe le reconnait là-bas, et il est déclaré transgenre dans le journal Spokesman-Review le 6 février 1918. La phrase d'ouverture de l'article le désigne par son nom de naissance et avec des pronoms féminins, le décrivant comme étant diplômé de Stanford «comme une étudiante rondelette... [qui] feignait les maniérismes de garçon». 
En février 1918, il épouse sa première femme Inez Stark et déménage avec elle à Gardiner dans l'Oregon, pour créer son propre cabinet médical.
Dans une interview avec un journal local, il déclare qu'il est «plus heureux depuis que j'ai fait ce changement que je ne l'ai jamais été dans ma vie, et je continuerai de cette façon aussi longtemps que je vivrai [...]. Je n'ai jamais rien caché concernant mon [changement] pour les vêtements pour hommes [...]. Je suis rentré à la maison pour montrer à mes amis que je n'ai honte de rien».

## Vie après la transition
Un ancien camarade de classe de l'école de médecine le reconnaît lors de son arrivée dans l'Oregon et fait son outing comme personne transgenre sans lui demander son avis, le forçant, avec sa femme, à se déplacer. Hart trouve l'expérience traumatisante et retourne consulter le Pr Gilbert, qui écrit que Hart souffre du «processus de harcèlement que notre organisation sociale moderne peut pousser à une telle perfection et un tel raffinement»,. Hart change sa pratique avec son installation dans les régions éloignées de Huntley dans le Montana. Il écrit qu'il « opère dans les granges et maisons ... ( jusqu'à ce que) le krach de l'automne 1920 anéantisse la plupart des agriculteurs et éleveurs du Montana, et moi avec eux »[réf. nécessaire]. Il trouve ensuite un travail itinérant, jusqu'en 1921, sur une recommandation écrite du célèbre docteur Harriet J. Lawrence (décoré par le Président Wilson pour avoir développé un vaccin contre la grippe), il obtient un poste de médecin au Sanatorium d'Albuquerque .
Les déménagements, l'insécurité financière et le secret mettent à rude épreuve son mariage, et Inez le quitte en septembre 1923. Elle lui demande de ne plus avoir de contact avec elle et divorce en 1925. La même année, Alan Hart se marie avec sa deuxième épouse, Edna Ruddick, qu'il rencontre lors de cours d'été d'écriture de l'Université d'Oregon; l'union durera jusqu'à la fin de sa vie. En 1925, Alan Hart déménage à la Trudeau School of Tuberculosis à New York, où il effectue des travaux de post-doctorant; il passe de 1926 à 1928 comme clinicien au sanatorium de Rockford TB dans l'Illinois. En 1928, il obtient une maîtrise en radiologie de l'Université de Pennsylvanie ; il est nommé directeur de la radiologie à l'hôpital général de Tacoma en 1929. Au cours des années 1930, le couple déménage en Idaho, où Alan Hart travaille jusqu'au début des années 1940; son travail le conduit à Washington, où il obtient une bourse de recherche en tant que radiologue à Spokane. Pendant la Seconde Guerre mondiale, il est conseiller médical au quartier général du recrutement et de l'intronisation de l'armée à Seattle, tandis qu'Edna Ruddick travaille pour le département du bien-être du comté de King dans la même ville.
En 1948, après qu'il a obtenu une maîtrise en santé publique de Yale, le couple déménage dans le Connecticut, où il est nommé directeur de l'hospitalisation et de la réadaptation de la Commission de la tuberculose de l'État du Connecticut. Le couple vit le reste de sa vie à West Hartford, Connecticut, où Edna Ruddick devient professeure à l'Université de Hartford. Après la Seconde Guerre mondiale, la testostérone synthétique devient disponible aux États-Unis et, pour la première fois, Alan Hart se fait pousser la barbe et se rase. Il développe une voix plus profonde, le rendant plus à l'aise et facilitant ses apparitions publiques. 
Au cours des six dernières années de sa vie, il donne de nombreuses conférences et consacre tout son temps libre à la collecte de fonds pour la recherche médicale et au soutien des patients atteints de tuberculose avancée qui ne peuvent pas payer un traitement. Il est notamment membre de l'American Thoracic Society, de l'American Public Health Association, de l'American Association for the Advancement of Science et de l'American Civil Liberties Union. Sa femme et lui sont des leaders communautaires actifs et appréciés. Alan Hart sert pendant huit ans comme vice-président de son conseil local de l'Église américaine unitarienne .
Alan Hart est mort d'une insuffisance cardiaque le 1er juillet 1962. Les termes de son testament prévoient que son corps soit incinéré et ses cendres dispersées sur Puget Sound où lui et Edna ont passé de nombreux étés ensemble.
Alan Hart a déclaré, dans un discours aux étudiants en médecine diplômés[Quand ?], «Chacun de nous doit prendre en compte la matière première que l'hérédité nous a offerte à la naissance et les opportunités que nous avons eues en cours de route, puis élaborer pour nous-mêmes une évaluation sensible de notre personnalité et de nos réalisations»,.

## Recherche sur la tuberculose
Alan Hart consacre une grande partie de sa carrière à la recherche et au traitement de la tuberculose. Au début du XXe siècle, la maladie est la plus grande cause de mortalité en Amérique. Les médecins se rendent compte qu'une myriade de maladies - phtisie, phtisie pulmonaire, maladie de Koch, scrofule, lupus vulgaris, peste blanche, mal de King, maladie de Pott et Gibbus - sont en fait des cas de tuberculose (TB). La tuberculose attaque généralement les poumons des victimes en premier; il est parmi les premiers médecins à documenter sa propagation, via le système circulatoire, provoquant des lésions aux reins, à la colonne vertébrale et au cerveau, entraînant finalement la mort. Les scientifiques découvrent au XIXe siècle que la tuberculose n'est pas héréditaire, mais qu'un bacille aéroporté se propage rapidement chez les personnes à proximité en toussant et en éternuant. Cela signifie qu'il peut être traité, mais en l'absence de remède pour la maladie à ses stades avancés, le seul espoir pour les malades est une détection précoce.
Les rayons X, ou rayons de Roentgen comme ils sont plus communément connus jusqu'à la Seconde Guerre mondiale, ne sont découverts qu'en 1895, lorsque Alan Hart a cinq ans. Au début du XXe siècle, ils sont utilisés pour détecter les fractures osseuses et les tumeurs, mais il s'intéresse à leur potentiel de détection de la tuberculose. Comme la maladie ne présente souvent aucun symptôme à ses débuts, le dépistage aux rayons X est inestimable pour une détection précoce. Même les premiers appareils à rayons X rudimentaires peuvent détecter la maladie avant qu'elle ne devienne critique. Cela permet un traitement précoce, sauvant souvent la vie du patient. Cela signifie également que les malades peuvent être identifiés et isolés de la population, ce qui réduit considérablement la propagation de la maladie. Des collectes de fonds publics, comme la campagne Christmas Seal, aident à financer ces efforts. Dans les années 1940, au moment où les antibiotiques sont introduits, les médecins utilisant les techniques développées par Alan Hart réussissent à réduire le nombre de décès dus à la tuberculose à un cinquantième.
En 1937, Alan Hart est embauché par l'Idaho Tuberculosis Association et devient plus tard le responsable de la lutte contre la tuberculose de l'État. Il crée les premières cliniques mobiles et fixes de dépistage de la tuberculose dans l'Idaho et dirige la campagne de l'État contre la tuberculose. Entre 1933 et 1945, il voyage beaucoup à travers l'Idaho rural, parcourant des milliers de kilomètres tout en donnant des conférences, en effectuant des dépistages de masse de la tuberculose, en formant du nouveau personnel et en traitant les effets de l'épidémie.
Écrivain expérimenté et accessible, Hart écrit beaucoup pour des revues médicales et des publications populaires, décrivant la tuberculose tant pour les professionnels que pour le grand public et donnant des conseils sur sa prévention, sa détection et son traitement. À l'époque, le mot «tuberculose» porte un stigmate social semblable à une maladie vénérienne, de sorte qu'Alan Hart insiste pour que ses cliniques soient désignées sous le nom de «cliniques thoraciques», lui-même en tant que «médecin thoracique» et ses patients en tant que «patients thoraciques». La discrétion et la compassion sont des outils importants dans le traitement de la maladie stigmatisée.
En 1943, Alan Hart, maintenant reconnu dans le domaine de la radiologie tuberculeuse, compile ses nombreuses preuves sur la tuberculose et d'autres pathologies détectables aux rayons X dans un recueil définitif : Ces rayons mystérieux: une discussion non technique des utilisations des rayons X et du radium, principalement en médecine (Harper & Brothers), qui reste un texte de référence aujourd'hui. Le livre est traduit en plusieurs langues, dont l'espagnol.
En 1948, Alan Hart est nommé directeur de l'hospitalisation et de la réadaptation de la Commission de la tuberculose de l'État du Connecticut. Comme dans l'Idaho, le Dr Hart prend en charge un vaste programme de dépistage de la tuberculose par rayons X dans tout l'État, soulignant l'importance de la détection et du traitement précoces. Il occupe ce poste pour le reste de sa vie et on porte à son crédit d'avoir aidé à contenir la propagation de la tuberculose dans le Connecticut comme il l'a fait dans le Nord-Ouest Pacifique. Des programmes similaires basés sur son exemple et sa méthodologie dans ce domaine dans d'autres États ont également sauvé des milliers de vies. 

## Écriture de fiction
Parallèlement à sa pratique médicale et à ses recherches, Alan Hart poursuit une carrière de romancier. Au début de sa vie, il publie dans des magazines locaux, scolaires et universitaires, et plus tard, quatre romans, principalement sur des thèmes médicaux. Ses quatre romans intègrent des thèmes semi-autobiographiques: The Undaunted (1936) mettant en scène un médecin, Richard Cameron, qui se décrit comme un «infirme» après l'amputation de son pied à la suite d'une infection osseuse persistante. Cameron craint que ce défaut physique ne fasse fuir les femmes, mais finit par épouser sa chérie. Un deuxième personnage, un radiologue du nom de Sandy Farquhar, est un homosexuel  harcelé et tourmenté, obligé de changer de travail régulièrement, à cause de sa sexualité. Farquhar est petit, maigre et porte des lunettes. Il ressemble physiquement à Alan Hart et se considère comme «le possesseur d'un corps défectueux» dont il souhaite échapper - un attribut typique de la dysphorie de genre. Un autre de ses romans, In the Lives of Men, met en scène un personnage gay avec un bras manquant.

### Premières histoires courtes
Ces nouvelles ont été rassemblées dans The Life and Career of Alberta Lucille / Dr Alan L. Hart, avec les premiers écrits recueillis, par Brian Booth.
En 1908, Frankfort Center (publié dans le Albany High School Whirlwind) part de l'idée d'écrire sur les femmes membres du collège et les activités sportives, puis Alan décrit «Frances», au nom ambigu, boxeur et basketteur.
Il publie plusieurs histoires courtes dans le Albany College Student :
En 1909 il publie anonymement My Irish Colleen dans le numéro de mars 1909, un poème d'amour, présenté comme l'œuvre d'un étudiant anonyme sur une fille irlandaise. Il est réimprimé dans son annuaire universitaire en 1911, sous son nom féminin, révélant son béguin pour Eva Cushman.
Dans le même numéro, il publie À la Faculté, un appel à la rébellion étudiante et une déclaration sur la nécessité pour les étudiants d'être pris au sérieux. L'œuvre traite de colombes déployant leurs ailes et volant, reflétant son sentiment de confinement alors qu'il est forcé de vivre comme une jeune femme calme.
Il publie The American «Martha» et « Ma» sur le héros du football dans le numéro de décembre 1909. The American «Martha» est un regard critique sur le sort des femmes obligées d'être femmes au foyer et d'élever leurs filles au même destin. La pièce cite la Bible et reflète une préoccupation pour les droits des femmes.
Dans « Ma», Alan Hart se questionne sur ce que dirait sa mère s'il était devenu un héros du football universitaire dur à cuire.
Dans le numéro de janvier 1910, il fait paraître The Magic of Someday, une complainte sur la destruction de ses rêves de liberté pendant son enfance lorsqu'il était obligé d'être une femme; se terminant par l'espoir d'un avenir dans lequel lui, «au cœur d'homme», pourrait être heureux.
Dans le numéro de février 1910, il publie sous le nom de "Lucille Hart" The National Triune, une histoire condamnant les scandales politiques contemporains et l'injustice du sexisme, et expose ses idées sur le caractère d'un homme véritable et respectable.
Dans le numéro de mars 1910, il publie The Unwritten Law of the Campus, une discussion sur la différence entre les lois morales, les lois physiques et les lois conventionnelles, en référence au manque de courtoisie de quelqu'un qui fait la morale à un autre étudiant pour avoir enfreint les normes de genre.
En 191, il publie Une idylle d'une enfance à la campagne  dans "The Takenah" (Albany College Yearbook). Ses habitudes vestimentaires masculines en dehors de l'école étant bien connues, cette histoire décrit franchement sa jeunesse et sa liberté de s'habiller et de vivre en tant que garçon.

### Romans
En 1935, parait Docteur Mallory (publié par WW Norton & Company), un best-seller immédiat, son premier roman inspiré de ses expériences en tant que médecin d'une petite ville à Gardiner dans l'Oregon. Il dépeint la profession médicale comme de plus en plus vénale. C'est le premier exposé du monde médical par un médecin en activité.
En 1936, parait The Undaunted par le même éditeur, qui montre le médecin gay Sandy Farquhar poursuivant une carrière en radiologie «parce qu'il pense que la personnalité d'un homme importe peu dans un laboratoire», conflits et thèmes que Hart lui-même a expérimentés au début de sa carrière.
En 1937, avec le même éditeur, il publie In the Lives of Men, qui a reçu des critiques favorables pour ses idées sur la médecine contemporaine, même si le critique d'un magazine national ( The Saturday Review of Literature ) note «en tant que médecin, Hart en sait étonnamment peu sur les femmes». 
En 1942 Docteur Finlay Sees it Through est publié chez Harper & Brothers, dernier roman de Hart, considéré comme ayant influencé la fiction médicale ultérieure. 

## Héritage
Après sa mort, sa femme suit son souhait de créer un fonds de recherche sur la leucémie, dont sa mère était décédée. Les intérêts sur sa succession sont reversés chaque année au Fonds Alan L. et Edna Ruddick Hart, qui accorde des subventions pour la recherche sur la leucémie et sa guérison.
Le testament de Hart, rédigé en 1943, stipule que ses lettres et photographies personnelles doivent être détruites, ce qui a été fait à sa mort en 1962. Hart a agi toute sa vie pour contrôler l'interprétation de sa vie privée et émotionnelle, et la destruction de ses dossiers personnels à sa mort était à la mesure de cet objectif. Croyant que le secret de son histoire personnelle était en sécurité, il n'a pas tenté de rendre compte de sa propre vie. Son identité en tant que pseudonyme «H» dans les notes de Gilbert est découverte à titre posthume par Jonathan Ned Katz et son identité décrite comme lesbienne. Les tentatives de Katz d'en savoir plus sur la vie de Hart en contactant Edna Ruddick Hart n'ont pas été fructueuse. Le message transmis par son amie à Albany est: «Tout cela appartient au passé maintenant. Elle est âgée et ne veut plus avoir mal au cœur».

## Controverses
Les recherches sur la vie de Alan Hart se sont écharpées sur le point de savoir s'il devait être qualifié de personne transgenre ou de lesbienne, tandis que des militants et des défenseurs de divers groupes l'ont revendiqué comme représentant.
Jonathan Ned Katz, qui dans Gay American History: Lesbians and Gay Men in the USA en 1976, identifie Hart pour la première fois comme le pseudonyme «H» dans les notes de cas de Joseph Gilbert dans les années 1920, le décrit comme une lesbienne et explique son cas comme celui où les restrictions contemporaines contre le lesbianisme étaient si forts qu'une «femme» comme Hart devait adopter une identité masculine pour poursuivre des amours avec des femmes. Jonathan Katz affirme dans son Almanach gay / lesbien de 1983 : un nouveau documentaire que Hart est « clairement une lesbienne, une femme aimant les femmes », mais a depuis déclaré qu'il ne ferait pas de telles affirmations aujourd'hui,,.
Contre les affirmations de Jonathan Katz, d'autres comme Jillian Todd Weiss considèrent qu'Alan Hart s'est vécu comme un homme dès la petite enfance, identifiant la transphobie et le «mépris flagrant pour les identités transgenres» dans l'affirmation que Hart était « vraiment une femme ». La veuve de Hart a refusé les interviews de Katz, offensée par sa catégorisation de son mari (et par extension, elle-même) comme lesbienne.
Certains historiens notent qu'Alan Hart ne s'est jamais décrit comme transsexuel, mais le terme n'a été utilisé qu'à partir des années 1920 et n'a pas été largement utilisé avant les années 1960, près de la mort de Alan Hart. Il est également vrai qu'il a travaillé dur pour garder secrète son identité d'avant la transition et on estime qu'il n'aurait guère cherché à revendiquer publiquement une identité trans. D'autres soutiennent qu'Alan Hart est un pionnier trans, qui a vécu après sa transition exclusivement en tant qu'homme, tout comme le font les personnes transgenres modernes. 
Joy Parks décrit la bataille, en particulier au sein des communautés LGBT de Portland, sur l'identité de Hart comme « extrêmement laide » et dans laquelle « aucune des deux parties ne semble particulièrement victorieuse ».

## Pour aller plus loin

### Expositions
- En 2002, la bibliothèque Aubrey Watzek du Lewis Camp; Clark College organise une exposition sur la vie de Hart et ses premiers écrits, intitulée «La vie des hommes»: un aperçu littéraire de la vie de l'Alberta Lucille Hart / Dr Alan L. Hart, un titre tiré de l'un de ses romans. Le parcours de l'exposition est prolongé de près d'un mois en raison d'un intérêt étonnamment élevé.
- En 1994, l'histoire de la participation d'Alan Lucille Hart et d'Eva Cushman à l'Université Stanford, ainsi qu'une brève description de leurs vies ultérieures est incluse dans l'exposition historique Coming to Terms: Passionate Friendship to Gay Liberation on the Farm au sein de la bibliothèque Cecil H Green à Stanford. L'exposition est organisée par le chercheur indépendant Gérard Koskovich de juillet à octobre 1994 et fait l'objet d'un article de fond dans le Stanford Daily[39]. La ferme dans le titre de l'exposition est un surnom pour le campus de Stanford.
- L'histoire de Hart et Cushman est présentée dans une deuxième exposition historique à l'Université de Stanford : Creating Queer Space at Stanford: Pages From a Student Scrapbook entre avril et mai 2004 dans le hall du deuxième étage de Tresidder Memorial Union sur le Campus de Stanford. L'exposition est organisée par le chercheur indépendant Gérard Koskovich, avec Hunter Hargraves, étudiant de premier cycle à Stanford, en tant que commissaire associé.

### Articles sur les descriptions de Hart comme transsexuel ou transgenre
- Henry Bair, Lucille Hart Story et Brian Booth Alan Hart: A Literary Footnote, dans Droit à la vie privée Neuvième livret du dîner annuel de Lucille Hart, 6 octobre 1990.
- Tom Bates, Il y a des décennies, un médecin de l'Oregon a essayé de définir le sexe, The Oregonian, 14 juillet 1996.
- Gérard Koskovich, Gay at Stanford: Past, Present and Future, table ronde parrainée par la Stanford Historical Society de l'Université de Stanford, 3 décembre 2009. Koskovich est l'un des trois présentateurs; son discours mentionne Hart comme un ancêtre du mouvement des droits des transgenres. Un podcast du panel est disponible sur le site Web de la Stanford Historical Society .

### Articles sur les descriptions de Hart comme lesbienne
- Jonathan Katz, Histoire américaine des gays: lesbiennes et hommes gays aux États-Unis, New York : Thomas Y. Crowell, 1976.
- Jonathan Ned Katz, Almanach gay / lesbien: un nouveau documentaire, New York: Harper et Row, 1983.
- Thomas M. Lauderdale et Tom Cook, La vie et les amours incroyables de la légendaire Lucille Hart, Alternative Connection, Vol. 2, n° 12 et 13, septembre et octobre 1993.
- Janet  Miller et Judith Schwartz, Lesbian Physicians Sideshow, créé pour la conférence de l'Association américaine des médecins pour les droits de l'homme, Portland, Oregon, 19 août 1993.

### Travaux généraux
- Brian Booth, La vie et la carrière de l'Alberta Lucille / Dr Alan L. Hart avec les premiers écrits rassemblés, Lewis & Clark College, Portland, OR, 1999.
- Gérard Koskovich, Private lives, public struggles, Stanford, Vol. 21, n°2, juin 1993.
- Une compilation des écrits universitaires de Hart des collections spéciales du Lewis & Clark College, accompagnée d'un aperçu et de la chronologie de la vie de Hart par Brian Booth: version PDF du Lewis and Clark College.